# Interestatal 710
La Interestatal 710 (I-710 - también conocida como "La 710") es una importante autovía interestatal de norte-sur de 23 millas (37 km) sobre el condado de Los Ángeles, California. Oficialmente conocida como el Long Beach Freeway, pasa al norte de Long Beach hacia Alhambra siguiendo el curso del Río Los Ángeles en la mayor parte de su ruta, aunque en ciertas partes esta se aleja del río. Al sur de la SR 1 en Long Beach, la I-710 es oficialmente parte de la Autovía Seaside.
Originalmente conocida como el Los Angeles River Freeway antes del 18 de noviembre de 1954, la 710 había sido planeada desde su inicio para que se construyera hacia el norte por Pasadena, pero la construcción del segmento de Alhambra a Pasadena a través de South Pasadena, había sido retrasada por varias décadas debido a la oposición de la comunidad. Antes de 1983, la carretera aún no era una Interestatal, aunque si había sido construida a los estándares de una Interestatal. Hasta 1964 había sido la Ruta Estatal 15, pero cambió de número a Ruta Estatal 7 en la renumeración 1964 debido a la existencia de la Interestatal 15, y la I-710 en 1983.
Esta ruta es parte del Sistema de Autovías y Vías Expresas de California.